# خانه سروش زابلستانی
خانه سروش زابلستانی  مربوط به دوره پهلوی است و در بم، محله کوزران، خیابان بو علی، بوعلی ۲۰ واقع شده و این اثر در تاریخ ۷ مهر ۱۳۸۱ با شمارهٔ ثبت ۶۱۳۶ به‌عنوان یکی از آثار ملی ایران به ثبت رسیده است.